# Iker Martínez
Iker Martínez de Lizarduy Lizarribar (San Sebastián, 16 de junho de 1977) é um velejador espanhol, campeão olímpico e tri-mundial na classe 49er.

## Carreira
Iker Martínez representou seu país nos Jogos Olímpicos de 2004, 2008 e 2012, na qual conquistou a medalha de ouro na classe 49er em 2004 e prata em 2008. 